# 倫內爾冰川
79°23′S 84°12′W / 79.383°S 84.200°W
倫內爾冰川（英語：Rennell Glacier）是南極洲的冰川，位於埃爾斯沃思地，處於埃爾斯沃思山脈中赫里蒂奇嶺的先驅高地，全長18公里，最終注入斯普萊特斯特瑟冰川。